# استنلی لانگ
استنلی لانگ (انگلیسی: Stanley Long؛ ۲۶ نوامبر ۱۹۳۳ – ۱۰ سپتامبر ۲۰۱۲) یک کارگردان فیلم، تهیه‌کننده فیلم، نویسنده، فیلم‌نامه‌نویس، و فیلم‌بردار اهل بریتانیا بود.
از فیلم‌ها یا مجموعه‌های تلویزیونی که وی در آن‌ها نقش داشته‌است می‌توان به ماجراهای راننده تاکسی و دختر دل‌شیفته اشاره نمود.